# 劉升
劉昇（676年—730年），字陟遐，唐朝徐州彭城人。
彭城長史劉易從之子。上元三年（676年）生。永昌元年（689年），劉易從被徐敬真誣告遇害。當時劉昇年僅十餘歲，流放嶺表。後遇赦，歸洛陽，改姓溫。武后晚年中進士。景雲中期，授右武衛騎曹參軍。開元年間，累遷中書舍人、太子右庶子。開元十八年（730年）六月二十九日卒。